# Chuck Rock
Chuck Rock est un jeu vidéo de plates-formes développé et édité par Core Design en 1991 sur Amiga et Atari ST. Il a été adapté sur divers consoles de jeu et ordinateurs personnels.
Il a donné lieu à une suite, Chuck Rock II: Son of Chuck, sortie en 1993. Le joueur y dirige cette fois le fils de Chuck.

## Système de jeu
Le joueur dirige un homme préhistorique bedonnant appelé Chuck. Cet homme des cavernes déambule à travers un jeu de plates-formes 2D classique vu de profil dans le but de sauver sa femme, prisonnière de dinosaures.
Dans la version Mega CD, on apprend en fait que sa femme Ophelia a été enlevée par Gary Gritter, le méchant qui ressemble à Gary Glitter.
Le jeu se distingue par le moyen d’attaque de Chuck qui est de donner des coups de ventre à ses ennemis, et par la phrase qu’il lance à chaque début de niveau : « Unga bunga ! ». De plus, il peut jeter des pierres à ses ennemis ou encore s'en servir pour franchir ou atteindre des zones.

## Versions
Le jeu est sorti en 1991 sur Amiga et Atari ST. Il a été adapté sur Commodore 64 (Genias, Core Design), Mega Drive, Master System et Game Gear (Virgin Interactive), Mega CD, Super Nintendo (Sony Imagesoft) en 1992. Des versions Game Boy (Sony Imagesoft) et Amiga CD32 (Core Design) sont sorties en 1993.

## Accueil
- Consoles + 90%